# Alchemilla trabzonica
Alchemilla trabzonica é uma espécie de rosácea do gênero Alchemilla, pertencente à família Rosaceae.